# 湘江战役旧址
湘江战役旧址位于中国广西壮族自治区兴安县、全州县、灌阳县，由湘江战役战场、渡口、指挥部、烈士墓等组成，2006年被列为第六批全国重点文物保护单位。
1934年11月下旬，国军在桂东北湘江上游地区构筑了对中央红军从江西而来的第四道封锁线。11月25日至12月2日，中央红军分四个纵队，从兴安、全州之间渡过湘江，在兴安光华铺、全州脚山铺、灌阳新圩一带与国军展开激烈战斗。最终红军付出极大代价后突围成功。
中央机关渡江指挥部旧址（三官堂）在兴安县界首镇下街，建于民国时期，为两进四合院建筑，朱德等人曾在此居住。
红三军团新圩阻击战指挥部旧址（九如堂）在灌阳县水车乡宾家桥村，建于清光绪年间，亦为传统民居建筑，建筑面积290平方米。
红军标语楼（红军转战修整地旧址）在兴安县华江乡千家寺，建筑年代不详，楼内有大量标语和漫画。
新圩阻击战战地救护所旧址（蒋家祠堂）在灌阳县新圩乡下立湾村，建于清道光四年（1824年），建筑面积230平方米。

## 文物点
列为全国重点文物保护单位的湘江战役旧址一共有14处文物点，年代为1934年。
| 名称                   | 地点                       | 定位 | 图片 |
| ---------------------- | -------------------------- | ---- | ---- |
| 红军堂                 | 兴安界首镇                 |      |      |
| 红军标语楼             | 兴安华江乡千家寺、千祥村   |      |      |
| 文家洞小学红军标语     | 兴安县金石乡文家洞小学校   |      |      |
| 红军烈士墓             | 兴安县界首镇城东村、兴田村 |      |      |
| 易荡平烈士墓           | 全州镇北门社区烈士陵园内   |      |      |
| 脚山铺                 | 全州县才湾镇               |      |      |
| 凤凰嘴渡口             | 全州                       |      |      |
| 大坪渡口               | 全州                       |      |      |
| 二美滩古战场           | 全州                       |      |      |
| 红军亭                 | 灌阳县文市镇东街           |      |      |
| 红军标语               | 灌阳县文市镇、水车镇       |      |      |
| 新圩阻击战救护所       | 灌阳县新圩乡和睦村下立湾屯 |      |      |
| 红三军团指挥部“九如堂” | 灌阳县水车乡同德村宾家桥屯 |      |      |
| 酒海井纪念塔           | 灌阳县新圩乡下立湾村       |      |      |

## 三园三馆

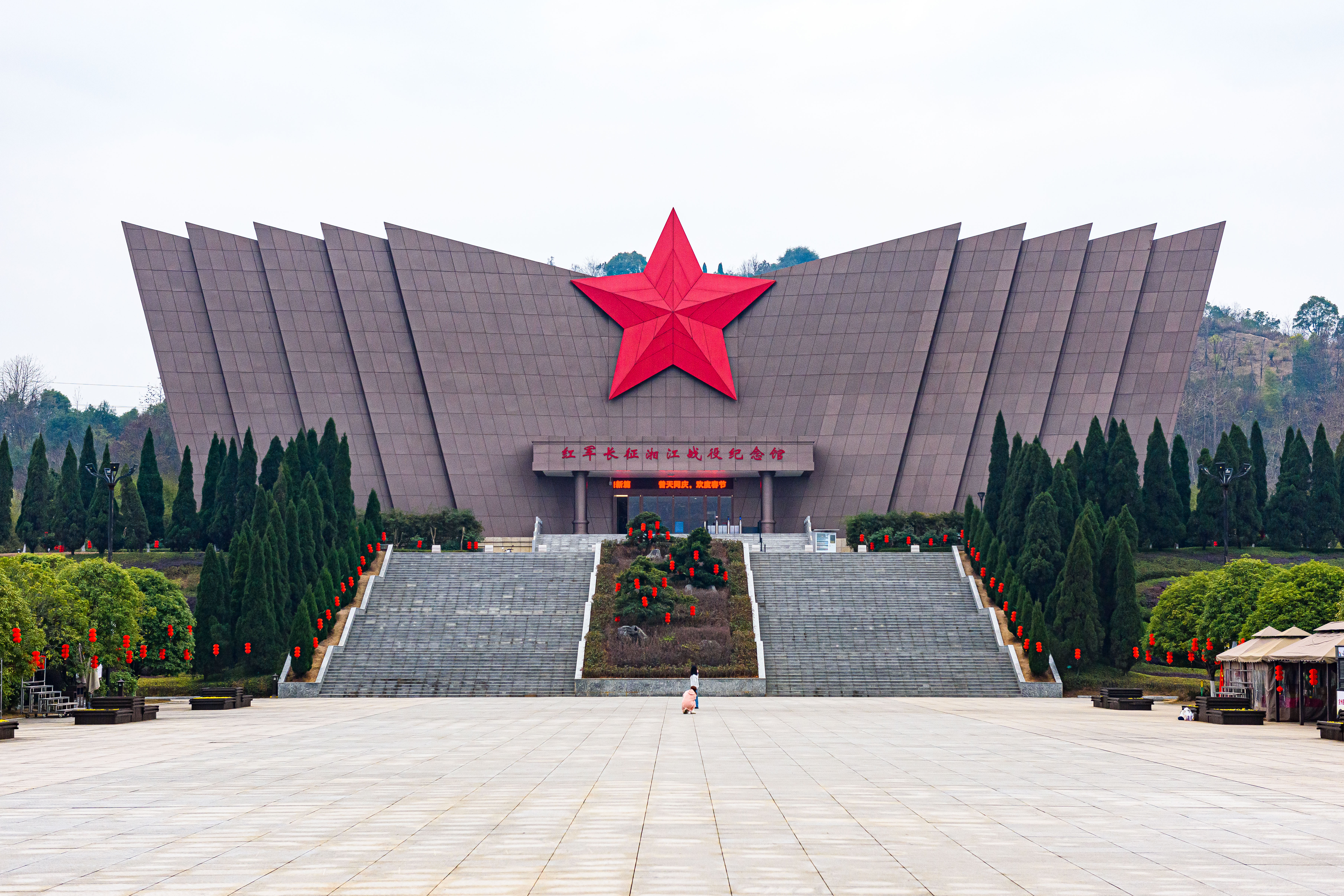
全州县才湾镇的红军长征湘江战役纪念馆

湘江战役涉及的三个县均建设有相关纪念设施，并称“三园三馆”。其中，全州县脚山铺阻击战战场遗址附近建有红军长征湘江战役纪念园、红军长征湘江战役纪念馆，2019年9月12日建成；兴安县建有红军长征突破湘江烈士纪念碑园、红军长征突破湘江纪念馆，1995年建成；灌阳县建有湘江战役新圩阻击战酒海井红军纪念园、新圩阻击战史实陈列馆，2016年建成。